# Лоренцо д'Алессандро
Лоре́нцо д'Алесса́ндро (італ. Lorenzo d'Alessandro, відомий як Северіна́те (італ. Severinate); працював 1468—1503) — італійський живописець.

## Біографія
Походив з містечка Сан-Северіно (провінція Мачерата), за назвою якого, ймовірно, отримав своє ім'я Северінате. Северінате належав до кола Джироламо да Камеріно, одного з провідних майстрів, що працювали у північно-східній Італії наприкінці XV століття.
Найбільш відомою роботою Северінате є «П'єта» (бл. 1491, Галерея Уффіці, Флоренція), яка виділяється експресією і відкритим проявом емоцій на фоні інших картин художника з їхньою зовнішньою статичністю і врівноваженістю.